# Gnomidolon insulicola
Gnomidolon insulicola es una especie de escarabajo longicornio del género Gnomidolon, categorizada en la tribu Hexoplonini, de la subfamilia Cerambycinae. Fue descrita por Bates en 1885.

## Descripción
Mide 4,7-8,3 mm de longitud.

## Distribución
Se distribuye por Brasil, Colombia, Panamá y Venezuela.